# Duesenberg Model X
Der Duesenberg Model X ist ein Oberklassefahrzeug des US-amerikanischen Automobilherstellers Duesenberg, das 1926 und 1927 in sehr geringen Stückzahlen gebaut wurde. Der Wagen war eine Weiterentwicklung des 1921 vorgestellten Model A. Er war das letzte Fahrzeug, das die Duesenberg-Brüder vor der Übernahme ihres Unternehmens durch E.L. Cord entwickelten.
Auf der Grundlage des Model X entstanden 1928 zwei Prototypen mit der Bezeichnung Model Y, die den Übergang zum legendär gewordenen Duesenberg Model J vorbereiteten.

## Hintergrund
Der in Deutschland geborene „Fred“ Duesenberg begann zur Jahrhundertwende, in Des Moines, Iowa, Fahrräder herzustellen. 1905 konstruierte er zusammen mit seinem jüngeren Bruder „Augie“ für die Maytag-Mason Motor Company erstmals ein Automobil. 1913 gründeten die Brüder die Duesenberg Motor Company, die zunächst in St. Paul, Minnesota, und später in Indianapolis, Indiana, ansässig war. In den ersten Jahren baute das Unternehmen Motoren für Automobilwettbewerbe. Autos mit Duesenberg-Motoren gewannen nach dem Ersten Weltkrieg zahlreiche Rennen in den USA und in Europa. Ab 1921 entstanden bei Duesenberg auch Straßenfahrzeuge. Ihr erstes Fahrzeug, das nachträglich die Bezeichnung Model A erhielt, galt als „brilliant konstruiert und anspruchsvoll hergestellt“, war aber in wirtschaftlicher Hinsicht kein Erfolg. Bis 1926 entstanden lediglich 500, nach anderen Quellen 620 Exemplare. 1926 geriet das Unternehmen in finanzielle Schwierigkeiten und wurde von dem Geschäftsmann Errett Lobban („E.L.“) Cord übernommen, der zwei Jahre zuvor bereits die Auburn Automobile Company gekauft hatte und 1929 mit der neu gegründeten Marke Cord ein drittes Standbein im Automobilbereich schaffen wollte. Ein Jahr vor der Übernahme durch E.L. Cord hatten die Duesenberg-Brüder begonnen, einen Nachfolger für das Model A zu entwickeln. Das neue Fahrzeug, das die Bezeichnung Model X erhielt, ging im Herbst 1926 in die Produktion. Allerdings stoppte E. L. Cord die Fertigung nach nur wenigen Monaten. Er verfolgte das Ziel, Duesenberg zu einer Marke der Luxusklasse zu machen. Diesen Ambitionen genügte das Model X nicht. Unter Cords Leitung wurde stattdessen der Duesenberg J entwickelt, ein Auto, das zu den leistungsstärksten Serienfahrzeugen der Zwischenkriegszeit gehörte und als begehrter Klassiker gilt. Der X wurde damit entgegen den ursprünglichen Planungen zu einem bloßen Interimsmodell.

## Modellbeschreibung

### Fahrgestell
Das Chassis des Model X war eine Abwandlung der Konstruktion, die im Model A verwendet worden war. Während der Vorgänger einen einfachen Leiterrahmen hatte, waren beim Model X kreuzförmige Versteifungen angebracht. Serienmäßig war das Chassis mit hydraulischen Bremsen ausgestattet, die Duesenberg seit einigen Jahren bereits bei Rennwagen und auch beim Model A verwendet hatte.

### Antrieb

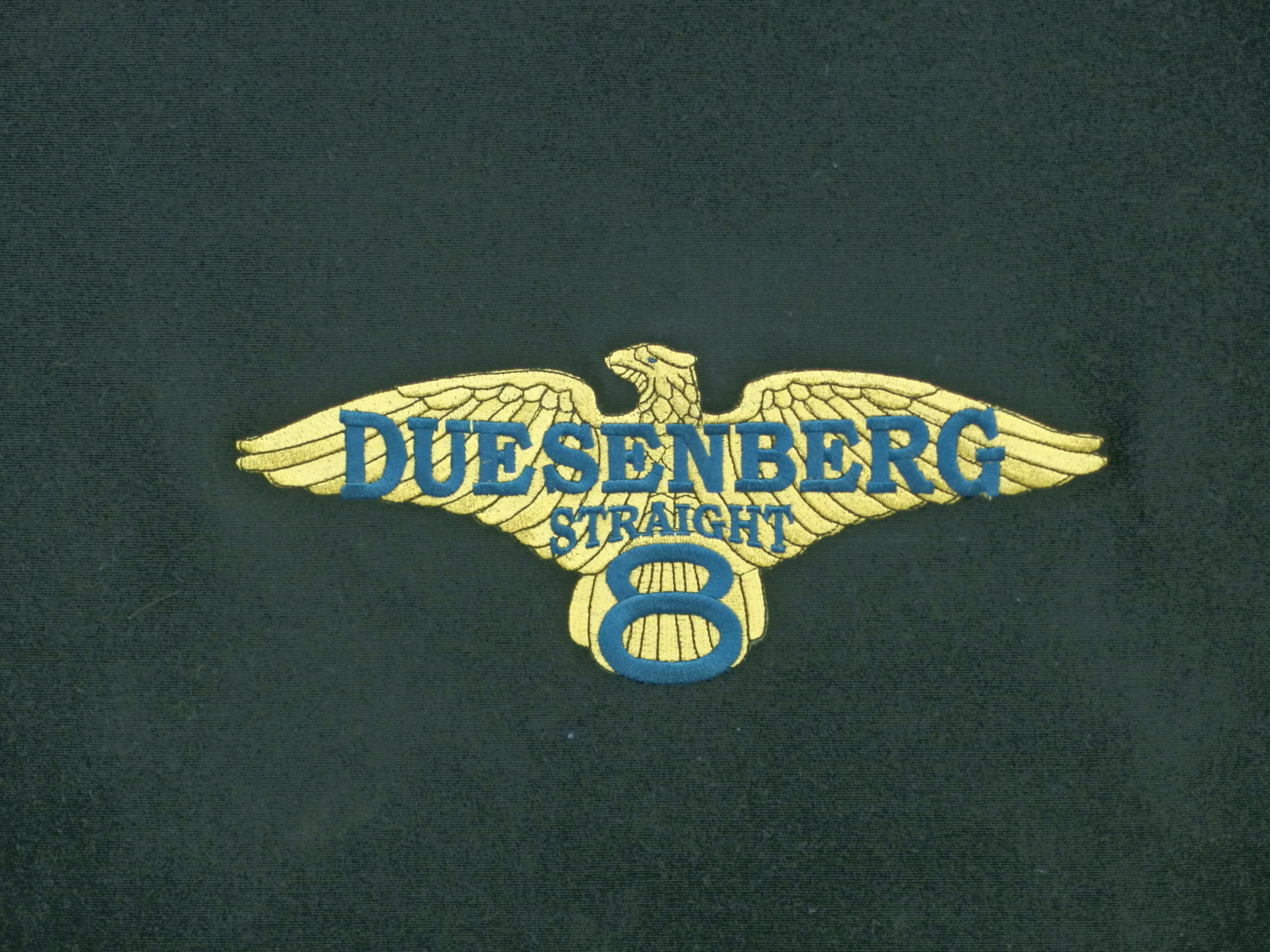
Duesenberg Straight Eight: Hinweis auf den Reihenachtzylindermotor

Für das Model X übernahm Duesenberg den Motor des Model A, der in einigen Details überarbeitet wurde und leistungsstärker war. Der Reihenachtzylindermotor behielt den Hubraum von 260 Kubikzoll (4256 cm³) bei. Für jeden Zylinder gab es ein Ein- und ein Auslassventil, die von einer einzelnen obenliegenden Nockenwelle gesteuert wurden. Anders als beim Vorgänger lagen alle Ventile auf der gleichen Seite des Zylinderkopfs. Diese Anordnung sollte den Einsatz eines Kompressors erleichtern, der tatsächlich aber bei keinem Produktionsmodell installiert wurde. Lediglich ein von Fred Duesenberg genutzter Prototyp hatte einen Kompressormotor. Der unaufgeladene Serienmotor leistete 100 hp, 12 hp mehr als der Motor des Model A. Damit erreichte das Auto eine Höchstgeschwindigkeit von 100 mph (160 km/h). Neu beim Model X war ein Hypoiddifferenzial.

### Aufbauten
Die Aufbauten für die Model-X-Chassis kamen von unabhängigen Karosserieherstellern. Jeder Entwurf war eigenständig; keine Karosserieversion wurde mehrfach gebaut. Welche und wie viele Aufbauten tatsächlich entstanden, ist nicht vollständig geklärt. 

## Die einzelnen Fahrzeuge
Der Produktionsumfang des Model X ist unklar. In den meisten Quellen heißt es, dass etwa ein Dutzend – zwölf oder dreizehn – Chassis hergestellt wurden. Dass alle Chassis tatsächlich auch mit einer Karosserie versehen wurden, wird in der Literatur bezweifelt. 2018 sind noch vier existierende Exemplare des Duesenberg X bekannt, von zwei weiteren gibt es Fotodokumentationen.

### Boattail Speedster von McFarlan

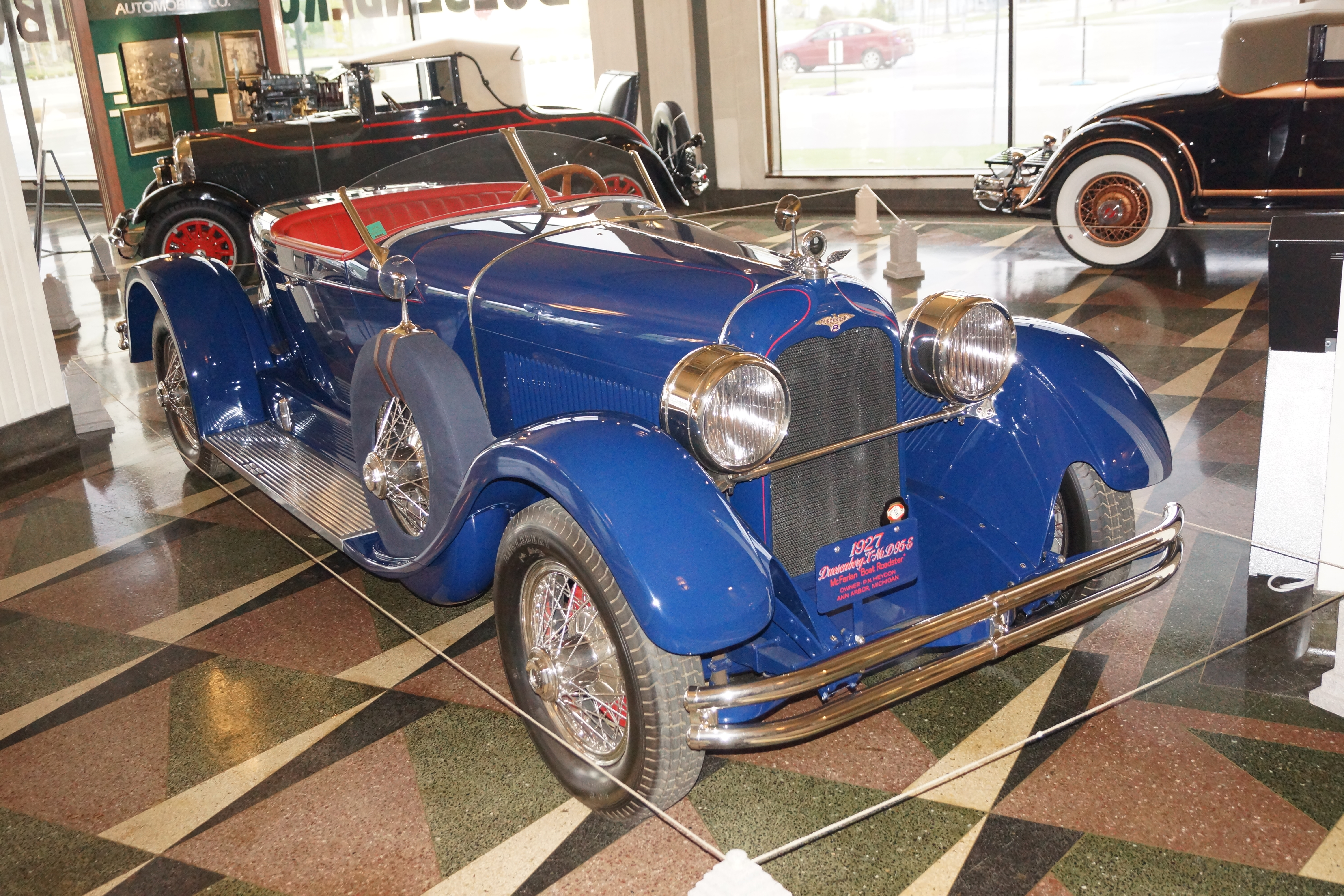
Unikat: Boattail Speedster von McFarlan

McFarlan Motor Car Company, ein Hersteller von Luxusautomobilen und gelegentlicher Karosserieproduzent aus Connersville, Indiana, baute mit dem Boattail Roadster die nach allgemeiner Ansicht attraktivste Version eines X-Models. Der Zweisitzer entstand für den Hotelier Arnold Kirkeby, der zeitweise Duesenbergs Motorsportprogramm finanziell unterstützt hatte. Das Auto existiert noch. Es wurde in den 1990er-Jahren aufwendig restauriert und wird heute gelegentlich auf Oldtimerausstellungen gezeigt. Dieses Fahrzeug ist der einzige klassische Duesenberg aus der Ära vor E. L. Cord mit einem Boattail-Heck. Die spitz zusammenlaufende Form des Hecks beeinflusste die als Boattail Speedster bekannt gewordenen Zweisitzer von Cords Konzernmarke Auburn. McFarlan baute 1928 noch eine viertürige Tourer-Karosserie für einen der Model-Y-Prototypen, die später auf ein älteres Model-A-Chassis übertragen wurde.

### Aufbauten von Locke
Der New Yorker Karosseriehersteller Locke & Co., der bereits viele Model-A-Chassis eingekleidet hatte, fertigte mindestens drei Aufbauten für das Model X. Dazu gehören 
- ein Sport Touring mit Stoffverdeck und einer separaten Windschutzscheibe für die Passagiere im Fonds.[8]
- zwei geschlossene sechssitzige Limousinen mit senkrecht stehender Windschutzscheibe. Eine der Locke-Limousinen existiert noch; sie gehört heute zur Sammlung des US-amerikanischen Entertainers Jay Leno.[9][10]

### Aufbauten von Brunn
Der Karosseriehersteller Brunn aus Buffalo, New York, fertigte zwei Aufbauten für Duesenbergs Model X. Brunn gestaltete
- einen viertürigen Formal Sedan ohne hintere Seitenfenster. Brunns Formal Sedan unterschied sich von Locke-Limousinen außerdem durch eine geneigte Windschutzscheibe.[11]
- einen Dual Cowl Phaeton, der sich vor allem im Bereich der vorderen Windschutzscheibe und in der Form des Heckabschlusses von Lockes Sport Touring unterschied.[11]

## Duesenberg Model Y
Auf der Basis des Model X entstanden im Laufe des Jahres 1927 zwei als Model Y bezeichnete Prototypen, die das herkömmliche X-Chassis mit einem weiterentwickelten Motor verbanden. Der Motor war eine Vorstufe des Reihenachtzylinders, den Duesenberg ab 1929 im Model J verwendete. Er hatte einen Hubraum von 412 Kubikzoll (6751 cm³) und vier Ventile pro Zylinder. Die Leistung wurde mit 200 hp angegeben. Eines der Chassis erhielt einen Limousinenaufbau, das andere wurde von McFarlan als viersitziger Phaeton eingekleidet. Beide Aufbauten gingen auf Entwürfe von Alan Leamy zurück. Duesenberg unternahm mit den beiden Prototypen 1928 eingehende Testfahrten. Im Laufe des Jahres wurde der Motor weiterentwickelt. In der Serienversion hatte er schließlich einen Hubraum von 420 Kubikzoll (6882 cm³).
Die Phaeton-Karosserie des Model Y wurde später auf ein älteres Model-A-Chassis gesetzt. Dieses Fahrzeug, das mittlerweile den herkömmlichen Motor des Model A hat, ist noch erhalten; sie wurde im Oktober 2016 zu einem Preis von 340.000 US-$ verkauft. Die Limousine existiert nicht mehr. 